# End of Eden
End of Eden è il terzo album della band finlandese symphonic metal Amberian Dawn.

## Tracce
1. Talisman – 3:41
2. Come Now Follow – 3:47
3. Arctica – 4:59
4. Ghostly Echoes – 5:44
5. Sampo – 3:12
6. Blackbird – 3:58
7. Field of Serpents – 3:39
8. City of Corruption – 4:20
9. Virvatulen Laulu – 3:46
10. War in Heaven – 7:24

### Bonus Track
Japanese Bonus Tracks
1. Sampo (Extended Solo Version) (03:38)
2. The Clouds of Northland Thunder (02:32)

## Formazione
- Heidi Parviainen - voce
- Tuomas Seppälä - tastiere e chitarra
- Tom Joens - basso
- Emil Pohjalainen - chitarra
- Joonas Pykälä-aho  - batteria
- Kasperi Heikkinen - chitarra